# 橋本優貴
橋本 優貴（はしもと ゆき、1989年5月9日 - ）は、兵庫県神戸市出身の日本人の女子柔道選手である。
階級は52kg級。身長161cm。血液型はO型。組み手は右組み。段位は四段。得意技は大内刈、寝技。現在はコマツ女子柔道部に所属。2017年からは今井姓となった。

## 経歴
6歳の時に兵庫少年こだま会で柔道を始めた。小学校5年からは後に進学することになる兵庫商業高校(通称・ヒョーショー)で練習を積むことになった。星和台中学3年の時には全国中学校柔道大会52kg級で5位になった。
兵庫商業高校に進学すると、2年と3年の時にはインターハイ52kg級で5位となった。
金沢学院大学経営情報学部に進学後、1年の時に全日本ジュニアで2位となった。2年の時には講道館杯で3位となると、3年の時には桐蔭学園高校1年の山本杏に敗れるも2位となった。その後に出場したワールドカップ・スウォンで国際大会初優勝を飾った。
2011年に入ると、1月のワールドカップ・ソフィアでマイリンダ・ケルメンディに内股で一本勝ちして優勝を果たした。4月の選抜体重別では決勝で中村美里に崩上四方固で一本負けを喫したが2位となった。8月のユニバーシアードでは個人戦は3位だったものの、団体戦では優勝した。10月のグランプリ・アムステルダムでは2位となった。11月の講道館杯では決勝で加賀谷千保に内股すかしで一本負けして、2年連続2位に終わった。続くグランドスラム・東京とグランプリ・青島でも3位にとどまった。
2012年2月にはワールドカップ・ブダペストで優勝を飾った。続いてグランプリ・デュッセルドルフに出場して、準決勝ではキューバのヤネト・ベルモイを横四方固、決勝ではロシアのナタリア・クジュティナを大外刈で破り、今大会オール一本勝ちで優勝を成し遂げた。5月の体重別では準決勝で中村に有効で敗れた。8月の実業個人選手権では初優勝を飾った。9月のワールドカップ・ウランバートルでは優勝した。10月の世界団体では日本チームを優勝に導く活躍を果たした。11月の講道館杯では準決勝までオール一本勝ちするものの、決勝では環太平洋大学の黒木美晴と対戦して、袖釣込腰で技ありを取られるとその後は指導2まで取り返したものの追いつけずに敗れ、今大会3年連続で2位に終わることとなった。12月のグランドスラム・東京では、準決勝で昨年優勝した会社の4年後輩である宮川拓美を横四方固で破ると、決勝でも環太平洋大学の谷本和を小内刈の技ありで破って、今大会初優勝を飾った。
2013年2月のヨーロッパオープン・ソフィアでは、オール一本勝ちして今大会2年ぶり2度目の優勝を飾った。続くグランドスラム・パリでは決勝でケルメンディに指導3で勝ち、今大会初優勝を飾った。5月の体重別では今まで一度も勝てなかった了徳寺学園の西田優香を横四方固で破ったのを始めオール一本勝ちで初優勝を飾って、世界選手権代表に選出された。2013年5月まで団体戦も含めれば国際大会で9大会連続優勝を成し遂げた。
8月の世界選手権では準々決勝までの3試合を得意の寝技で一本勝ちするが、準決勝でケルメンディに指導2で敗れて3位にとどまった。一方、団体戦では優勝を飾った。なお、現在｢世界一の寝業師｣とも言われている(しかし2011年の体重別決勝では中村美里に抑え込まれている)。11月のグランドスラム・東京では決勝で世界2位であるブラジルのエリカ・ミランダを開始早々の大内刈りで破って優勝を飾った。
2014年1月にはECCO柔道チームチャレンジ2014 ヨーロッパ対アジアにアジアチームの一員として出場した。ルーマニアのアンドレア・キトゥとの対戦となったが、中盤に小外掛で有効を取られて敗れた。2月のグランプリ・デュッセルドルフでは決勝でクジュティナに指導1で敗れて2位にとどまった。4月の選抜体重別では準決勝で西田に小内刈で敗れたものの、世界選手権代表に選ばれた。8月の世界選手権では7位に終わった。世界団体では3位になった。12月のグランドスラム・東京では、準決勝で中村を絞め落とすと、決勝でも西田を指導1で破って今大会3連覇を飾った。
2015年2月のヨーロッパオープン・オーバーヴァルトで2位に終わると、4月の体重別でも決勝で中村に指導1で敗れて3年連続の世界選手権代表にはなれなかった。5月のワールドマスターズでは決勝でクジュティナに有効で敗れた。12月のグランドスラム・東京では準決勝で帝京大学4年の志々目愛に有効で敗れて3位だった。
2016年4月の体重別では初戦で三井住友海上の前田千島に有効で敗れた。8月の実業個人選手権では2度目の優勝を飾った。11月の講道館杯では3位だった。
2017年2月のヨーロッパオープン・オーバーヴァルトでは優勝した。4月の体重別では初戦で敗れた。8月の実業個人選手権では決勝でかつてコマツの後輩だった北陸綜合警備保障の宮川拓美に袈裟固で敗れた。
2018年の体重別では初戦で世界2位となった了徳寺学園職員の角田夏実に腕挫十字固で敗れた。
2018年10月5日、現役選手としての引退が発表された。

## 戦績
- 2004年 - 全国中学校柔道大会 5位
- 2006年 - インターハイ 5位
- 2007年 - インターハイ 5位
- 2008年 - 全日本ジュニア 2位
- 2009年 - 講道館杯 3位
- 2010年 - 選抜体重別 3位
- 2010年 - 学生体重別 3位
- 2010年 - 講道館杯 2位
- 2010年 - ワールドカップ・スウォン 優勝
- 2011年 - ワールドカップ・ソフィア 優勝
- 2011年 - 選抜体重別 2位
- 2011年 - ユニバーシアード 個人戦 3位 団体戦 優勝
- 2011年 - グランプリ・アムステルダム 2位
- 2011年 - 講道館杯 2位
- 2011年 - グランドスラム・東京 3位
- 2011年 - グランプリ・青島 3位
- 2012年 - ワールドカップ・ブダペスト 優勝
- 2012年 - グランプリ・デュッセルドルフ 優勝
- 2012年 - アジア選手権 団体戦 優勝
- 2012年 - 体重別 3位
- 2012年 - 実業個人選手権 優勝
- 2012年 - ワールドカップ・ウランバートル 優勝
- 2012年 - 世界団体 優勝
- 2012年 - 講道館杯 2位
- 2012年 - グランドスラム・東京 優勝
- 2013年 - ヨーロッパオープン・ソフィア 優勝
- 2013年 - グランドスラム・パリ 優勝
- 2013年 - アジア選手権 団体戦 優勝
- 2013年 - 選抜体重別 優勝
- 2013年 - 世界選手権 個人戦 3位 団体戦 優勝
- 2013年 - グランドスラム・東京 優勝
- 2014年 - グランプリ・デュッセルドルフ 2位
- 2014年 - 選抜体重別 3位
- 2014年 - 世界選手権 7位
- 2014年 - 世界団体 3位
- 2014年 - グランドスラム・東京 優勝
- 2015年 - ヨーロッパオープン・オーバーヴァルト 2位
- 2015年 - 選抜体重別 2位
- 2015年 - ワールドマスターズ 2位
- 2015年 - グランドスラム・パリ 5位
- 2015年 - グランドスラム・東京 3位
- 2016年 - 実業個人選手権 優勝
- 2016年 - 講道館杯 3位
- 2017年 - ヨーロッパオープン・オーバーヴァルト 優勝
- 2017年 - 実業個人選手権 2位
- 2017年 - 講道館杯 5位

(出典、JudoInside.com)